# Lijst van burgemeesters van Soerendonk, Sterksel en Gastel
Dit is een lijst van burgemeesters van de voormalige Nederlandse gemeente Soerendonk, Sterksel en Gastel vanaf de vorming in 1821 tot die gemeente in 1925 opging in de gemeente Maarheeze.
| Ambtsperiode | Naam burgemeester      | Partij of stroming | Bijzonderheden                                                       |
| ------------ | ---------------------- | ------------------ | -------------------------------------------------------------------- |
| 1821? - 1831 | Andries van der Sanden |                    | schout/burgemeester                                                  |
| 1831 - 1881  | L. van der Sanden      |                    |                                                                      |
| 1882 - 1899  | Peter (P.) van Sambaak |                    |                                                                      |
| 1899 - 1900  | J.H. van Deursen       |                    |                                                                      |
| 1900 - 1903  | W.P.J.M. Thijssen      |                    | tevens burgemeester van Someren, later burgemeester van Valkenswaard |
| 1903 - 1924  | Jan (J.) Damen         |                    |                                                                      |